# Raised on Rock/For Ol’ Times Sake
Raised On Rock (с англ. Выросший на роке) — восемнадцатый студийный альбом американского певца Элвиса Пресли, вышедший в 1973 году. Диск занял 50-е место в американском хит-параде.

## Обзор
К 1973 году для RCA Records стало ясно, что Пресли охладел к студийной работе, и лейблу, ожидавшему от певца по несколько пластинок в год, приходилось всё труднее составлять альбомы. В июле 1973 певцу предложили записаться в студии Stax, в его родном Мемфисе. Расчёт был, что у Пресли, оказавшегося в совершенно новой обстановке (студия специализировалась на соуле), пробудится интерес к музыке (как было в случае с записью в другой мемфисской студии зимой 1969 года, давшей один из лучших альбомов Пресли). Однако, оказавшись в студии, Пресли стал придирчив к оборудованию, музыкантам и репертуару и, не дожидаясь конца работы, бросил Stax.
Музыканты дорабатывали песни без певца. К ним были добавлены ещё две песни — «Are You Sincere» и «I Miss You», — наспех записанные Пресли у себя дома в Калифорнии. Через неделю альбом уже лежал на прилавках магазинов.
Заглавная песня в стиле рок-н-ролл была написана Марком Джеймсом, автором таких хитов Пресли как «Suspicious Minds», «Kentucky Rain» и «Always On My Mind». Дух Stax Studios особенно проявился в соуловой «If You Don’t Come Back». В целом, как считают критики, «Raised On Rock» был альбомом упущенных возможностей и характеризовался отсутствием вдохновения.

## Список композиций
1. Raised On Rock
2. Are You Sincere?
3. Find Out What’s Happening
4. I Miss You
5. Girl Of Mine
6. For Ol' Times Sake
7. If You Don’t Come Back
8. Just A Little Bit
9. Sweet Angeline
10. Three Corn Patches

## Альбомные синглы
- Raised On Rock / For Ol' Times Sake (сентябрь 1973; #41)